# Max Wolff (Biologe)
Max Wolff (* 6. September 1879 in Löbejün; † November 1963 in Naumburg (Saale)) war ein deutscher Biologe.

## Leben
Wolff studierte ab 1899 zunächst Medizin, dann Naturwissenschaften an den Universitäten Jena und Leipzig. 1902 weilte er zu einem Studienaufenthalt in der Zoologischen Station Rovigno, wurde im selben Jahr Assistent von Ernst Haeckel in Jena, bei dem er 1903 zum Dr. phil. promoviert wurde.
Von 1903 bis 1904 war er Assistent im neurobiologischen Labor von Oskar Vogt an der Universität Berlin, 1905 Volontärassistent bei Ernst Stahl in Jena, wo er über Pflanzenkrankheiten forschte. Von 1905 bis 1906 war Wolff Assistent am Zoologischen Institut der Universität Halle und 1906 bis 1914 Assistent am Institut für Pflanzenkrankheiten der Akademie für Landwirtschaft in Bromberg.
Von 1914 bis 1941 war er ordentlicher Professor für Zoologie an der Forstakademie Eberswalde, wo er besonders über Pflanzenschädlinge, Forstinsekten und Schädlingsbekämpfung arbeitete. Er trat 1933 der NSDAP bei und unterzeichnete im November 1933 das Bekenntnis der Professoren an den deutschen Universitäten und Hochschulen zu Adolf Hitler. Nach seiner Emeritierung richtete er sich ein Privatlabor in Naumburg ein. 
1950 trat er der National-Demokratischen Partei Deutschlands (NDPD) bei und wurde deren Vorsitzender im Kreisverband Naumburg. Von 1954 bis 1958 fungierte Wolff als Erster Vorsitzender des Bezirksfriedensrates Halle, danach als Ehrenvorsitzender dieses Gremiums.
Wolff wurde unter anderem mit der Joliot-Curie-Medaille und der Deutschen Friedensmedaille (1956) ausgezeichnet. 1959 erhielt er anlässlich seines 80. Geburtstages den Vaterländischen Verdienstorden in Silber.

## Schriften (Auswahl)
- Das Nervensystem der polypoiden Hydrozoa und Scyphozoa, Zeitschrift für allgemeine Physiologie 1904.
- Forstlich wichtige Schildläuse, 1911
- (zusammen mit Anton Krausse): Die Krankheiten der Forleule und ihre prognostische Bedeutung für die Praxis. W. G. Korn, Breslau 1925.
- Der deutsche Wald. Ullstein, Berlin 1927.
- Unsere Käfer. Ullstein, Berlin 1927.
- Die Tiefsee und ihre Bewohner, 1925
- Die wirbellosen Tiere. Eine systematische Übersicht. G. Fischer, Jena 1930.
- (Hrsg.): Die wichtigsten Forstinsekten. Neumann, Neudamm 1933.